# Caspar Stoll

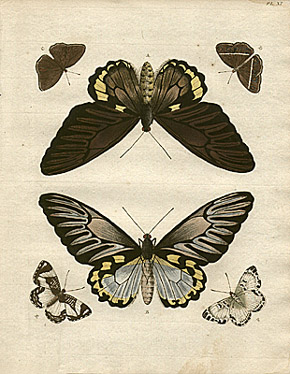
Plancha XL de De Uitlandsche Kapellen, vol. 1

Caspar Stoll (Landgraviado de Hesse-Kassel, entre 1725 a 1730 - Ámsterdam, diciembre de 1791) fue tanto un empleado como portero en el Almirantazgo de Ámsterdam. Fue conocido por la publicación de la mayoría de las descripciones y las placas de De Uitlandsche Kapellen, una obra sobre mariposas, arrancada por Pieter Cramer. También publicó varias obras de sus propias o de otros grupos, de insectos. Su publicación de 1787 sobre insectos palo, mantis y sus especies también es bien conocida, que fue traducida al francés en 1813.

## Biografía
Caspar Stoll era aborigen de Hesse-Kassel y vivió gran parte de su vida en La Haya y en Ámsterdam. En 1746, él y su hermano Georg Daniel vivieron en La Haya. Caspar trabajó para un notario: varias veces puso su firma como testigo. Su hermano era recaudador de impuestos y notario. 
Su primera esposa fue Maria Sardijn, casándose el 18 de enero de 1761, en una iglesia en Scheveningen. Tuvieron cuatro hijos, bautizados en La Haya. El padrino de los dos niños fue Guillermo V de Orange-Nassau y una vez el barón Rengers. Antes de 1769, Stoll se trasladó a Ámsterdam. La pareja vivió en Haarlemmerdijk, Prinsengracht, en una casa que finalmente compró en 1778, y cerca de Jan Christiaan Sepp, quien publicó algunas de sus obras. En Ámsterdam, tuvo de nuevo cuatro hijos. En 1772, dos niños murieron en pocos meses.
Después de la muerte de su primera esposa, en junio de 1786, se casó con Anna Elizabeth Kaal, originaria de Hamburgo. Sus hermanos vivían en los alrededores. Se casaron con un acuerdo el 21 de octubre de 1791, después de tener un bebé, nacido unos meses antes. Stoll estaba trabajando duro para terminar sus copias manuscritas. El 22 de diciembre de 1791, Stoll había dictado su testamento. Antes de finalizar el año de su muerte. El 2 de enero de 1792, Stoll fue enterrado en el Noorderkerk. Con Anna Elizabeth tuvo otro vástago, un hijo, nacido huérfano de padre. Exactamente un año después de su muerte, Anna Elizabeth, miembro de la iglesia luterana, se casó con AR van Weylik, un alcalde de Edam.
Hacia 1774, Stoll se involucró con Pieter Cramer y su De Uitlandsche Kapellen. Él se hizo cargo de todo el trabajo después de la muerte de Cramer, el 26 de septiembre de 1776. Los cuatro primeros volúmenes fueron terminadas en 1782, y siguió trabajando Stoll, a un ritmo mucho más lento, causados por la falta de material nuevo, como él mismo ha explicado, en el suplemento (Aanhangsel), que fue finalmente terminado en 1791. Stoll mencionó que todas las mariposas se recolectaron en las colonias holandesas, como Surinam, Ceilán, Java, Amboina, y Sierra Leona. El trabajo fue terminado "sin perder de vista la mano todopoderosa del Creador". En el siglo XVIII se trataba de una especie de automatismo, para proteger un libro de su prohibición o quemado.
Mientras trabajaba en el suplemento, también trabajó en otros grupos de insectos, de la que fue capaz de publicar un volumen sobre cicadas, otro de heteroptera y finalmente un volumen sobre mántidos e insectos relacionados: Natuurlyke en naar 't leeven naauwkeurig gekleurde afbeeldingen en beschryvingen der spooken etc..
En la portada de esta y otras obras, Stoll mencionó que él era un miembro de la "Natuuronderzoekend Genoodschap te Halle" (Sociedad de Exploración de la Naturaleza. 

## Obra
- Con Pieter Cramer De Uitlandsche Kapellen, ([1775-] 1779-1782 [-1791]), Ámsterdam. Consiste de 34 partes en cuatro vols. con 400 láminas con descripciones de mariposas. Cramer, miembro de la sociedad literaria y patriótica neerlandesa Concordia et Libertate, dedicó el trabajo a los miembros de la sociedad. Murió antes de completarse la publicación del primer volumen. Stoll se hizo cargo de toda la responsabilidad del proyecto, produciendo también un suplemento

- De Uitlandsche Kapellen es una obra clave en la historia de la entomología. Ilustrada con precisos grabados coloreados a mano, siendo el primer libro en mostrar exóticaa Lepidoptera utilizando el nuevo sistema de Carlos Linneo para nombrar y clasificar especies. Se describen más de 1.658 especies de mariposas, muchas indicados e ilustrados por primera vez. Gerrit Wartenaar se identifica como el pintor-ilustrador. Las pinturas originales se encuentran en el Museo de Historia Natural de Londres.

- Des ... Caspar Stoll' natürliche und nach dem Leben gemalte Abbildungen und Beschreibungen der Cikaden und Wanzen, und anderer ... Insekten ... 1792 en línea

- Proeve van eene rangschikkinge der donsvleugelige insecten, Lepidopterae. Caspar Stoll, 1782

- De afbeeldingen der uitlandsche dag- en nagtkapellen, voorkomende in de vier deelen van het werk van wijlen den heere Peter Cramer: in orde gebragt en gevolgd naar mijne proeve van eene systematische rangschikkinge etc. Caspar Stoll. Ámsterdam, 1787

- Natuurlijke en naar 't leven naauwkeurig gekleurde afbeeldingen en beschryvingen der spooken, wandelende bladen, zabelspringhaanen, krekels, treksprinkhaanen en kakkerlakken in alle vier deelen der waereld, Europa, Asia, Afrika en America huishoudende by een verzamelt en beschreeven door Caspar Stoll. Ámsterdam, 1787

- Natuurlyke en naar 't leeven naauwkeurig gekleurde afbeeldingen en beschryvingen der wantzen, in alle vier waerelds deelen Europa, Asia, Africa en America huishoudende etc., Caspar Stoll, publicó Jan Christiaan Sepp, 1788

- Natuurlyke en naar 't leeven naauwkeurig gekleurde afbeeldingen en beschryvingen der cicaden, in alle vier waerelds deelen Europa, Asia, Africa en America huishoudende etc., Caspar Stoll, publicó Jan Christiaan Sepp, 1788

- Représentation exactement colorée d’après nature des Spectres ou Phasmes, des Mantes, des Sauterelles, des Grillons, des Criquets et des blattes qui se trouvent dans les quatre parties du monde. Ámsterdam. 1813 (traducida de Natuurlijke en naar 't leven naauwkeurig gekleurde afbeeldingen en beschryvingen der spooken, wandelende bladen, zabelspringhaanen, krekels, treksprinkhaanen en kakkerlakken in alle vier deelen der waereld, Europa, Asia, Afrika en America huishoudende by een verzamelt en beschreeven door Caspar Stoll, 1787)

## Abreviatura (zoología)
La abreviatura Stoll  se emplea para indicar a Caspar Stoll como autoridad en la descripción y taxonomía en zoología.